# AE Aurigae
AE Aurigae (AE Aur) je hvězda typu hvězdný uprchlík v souhvězdí Vozky, ozařuje mlhovinu IC 405.

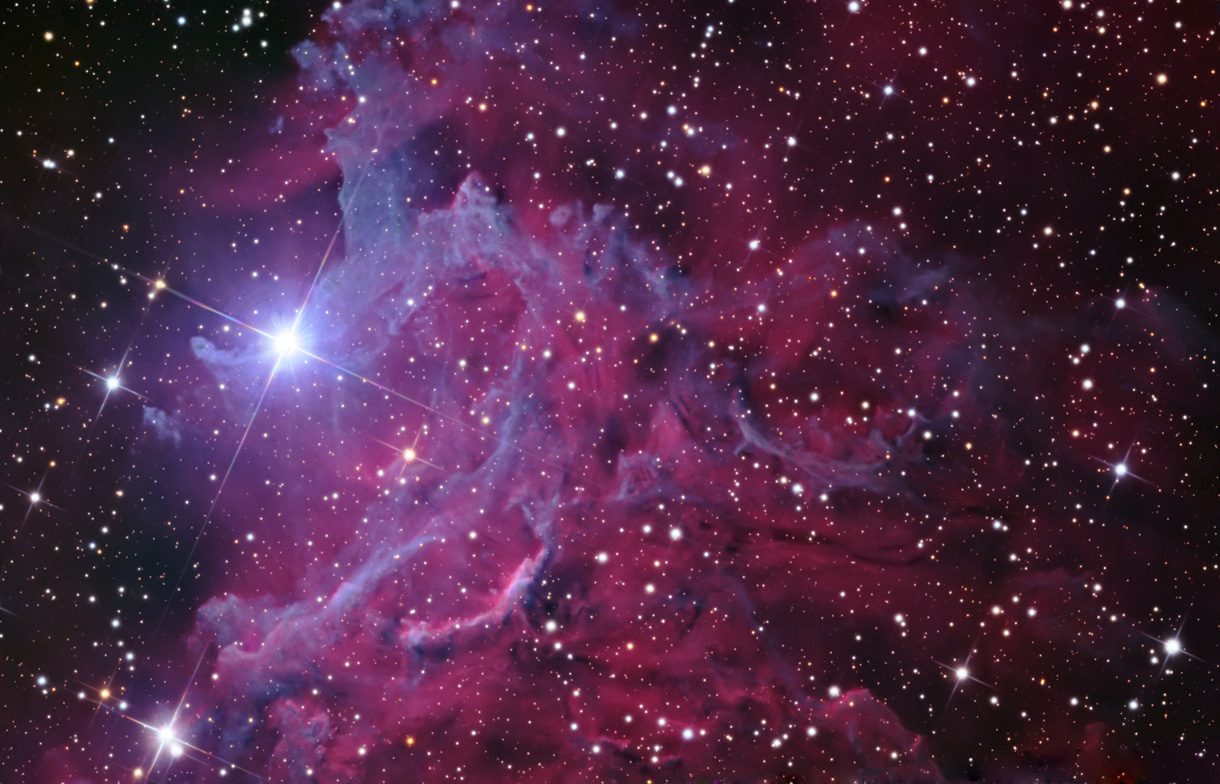
Mlhovina IC 405 kolem hvězdy AE Aurigae

AE Aurigae je hvězda hlavní posloupnosti spektrálního typu O s průměrnou zdánlivou hvězdnou velikostí +5,99. Je klasifikována jako proměnná hvězda typu Orion jejíž jas se mění nepravidelně mezi velikostí +5,78 a +6,08. Nalézá se přibližně 1 460 světelných let od Země. Je to hvězdný uprchlík, který mohl být vymrštěn vysokou rychlostí při kolizi dvou binárních hvězdných skupin. Tato kolize, které je připisováno podobné urychlení hvězd Mý Columbae a 53 Arietis, byla identifikována s událostí ve skupině hvězd nazývané Trapez v mlhovině M42 v Orionu, ke které došlo před zhruba dvěma milony let.